# Dendrobranchiata
Sous-ordre
Les Dendrobranchiata sont un sous-ordre de crustacés décapodes dont les représentants ressemblent à des crevettes.  On les commercialise souvent en France sous le nom espagnol de « gambas ».

## Caractéristiques
Ce sous-ordre a été créé par Charles Spence Bate (1819-1889) en 1888.
Leurs branchies sont constituées d’un axe ramifié de manière complexe, alors que dans l’autre sous-ordre (les Pleocyemata) les branchies portent des filaments ou des lamelles simples. À quelques exceptions près, les Dendrobranchiata pondent leurs œufs directement dans l’eau où ont lieu la fécondation et le développement. L’éclosion libère une larve nauplius.

### Différences entre les«grandes»et«petites»crevettes
Les Dendrobranchiata ne sont pas des « crevettes » au sens propre (Caridea). Le Français est l'une des seules langues à confondre ces deux groupes : l'anglais distingue shrimp de prawn, et l'espagnol camaròn de gambas. 
Bien que les Dendrobranchiata et les Caridea (« vraies » crevettes) appartiennent à des sous-ordres différents de Decapoda, ils sont très similaires en apparence et, dans de nombreux contextes tels que l'agriculture commerciale et la pêche, ils sont souvent désignés par des termes comme « crevettes roses » ou « grandes crevettes ».
Les crevettes sont généralement de petits animaux, essentiellement benthiques (vivant près du fond), et plutôt détritivores ou charognardes ; à l'inverse les Dendrobranchiata sont de grands animaux nageurs, et surtout prédateurs, d'animaux plus petits qu'elles ; une part plus importante vie en eau douce au saumâtre (estuaires, mangroves...). Les crevettes, en plus d'être plus petites, ont en général le corps complètement enroulé en U quand elles sont mortes alors que les Dendrobranchiata forment juste un arc. Les crevettes ont aussi des pattes plus longues et bien visibles, et les Dendrobranchiata ont les 3 premières paires de pattes modifiées en pinces, contre seulement 2 chez les crevettes. Les crevettes ont aussi un thorax plus court et un abdomen plus long proportionnellement. Seules les crevettes incubent leurs œufs contre leur abdomen.

## Liste dessuper-famillesetfamilles
Selon World Register of Marine Species (31 décembre 2014) :
- Super-famille Penaeoidea Rafinesque, 1815 -- les crevettes pénéides (les « grandes crevettes » ou gambas)
  - Famille Aristeidae Wood-Mason, 1891
  - Famille Benthesicymidae Wood-Mason, 1891
  - Famille Penaeidae Rafinesque, 1815
  - Famille Sicyoniidae Ortmann, 1898
  - Famille Solenoceridae Wood-Mason, 1891
- Super-famille Sergestoidea Dana, 1852a
  - Famille Luciferidae de Haan, 1849
  - Famille Sergestidae Dana, 1852

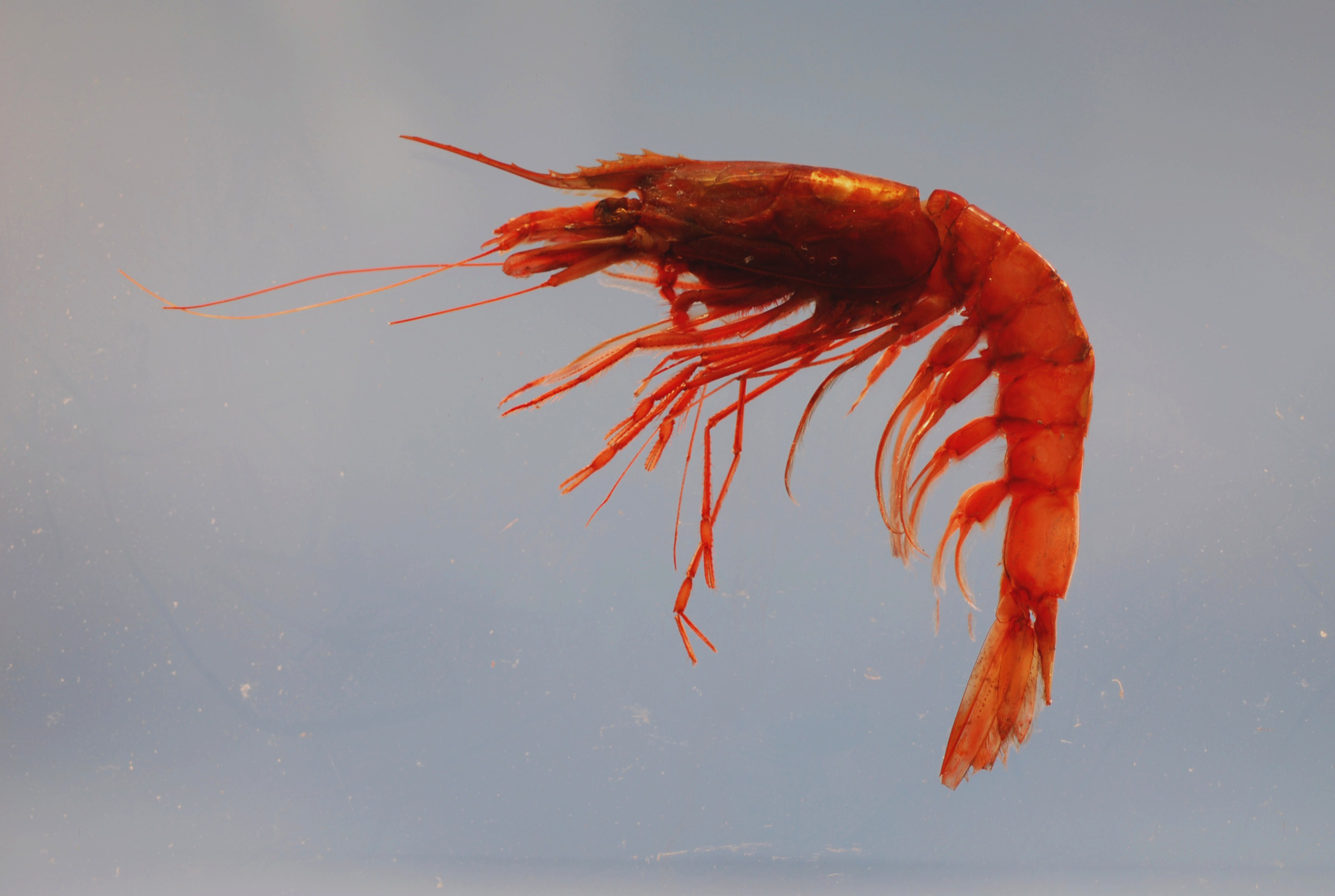
Aristaeomorpha foliacea, une Aristeidae
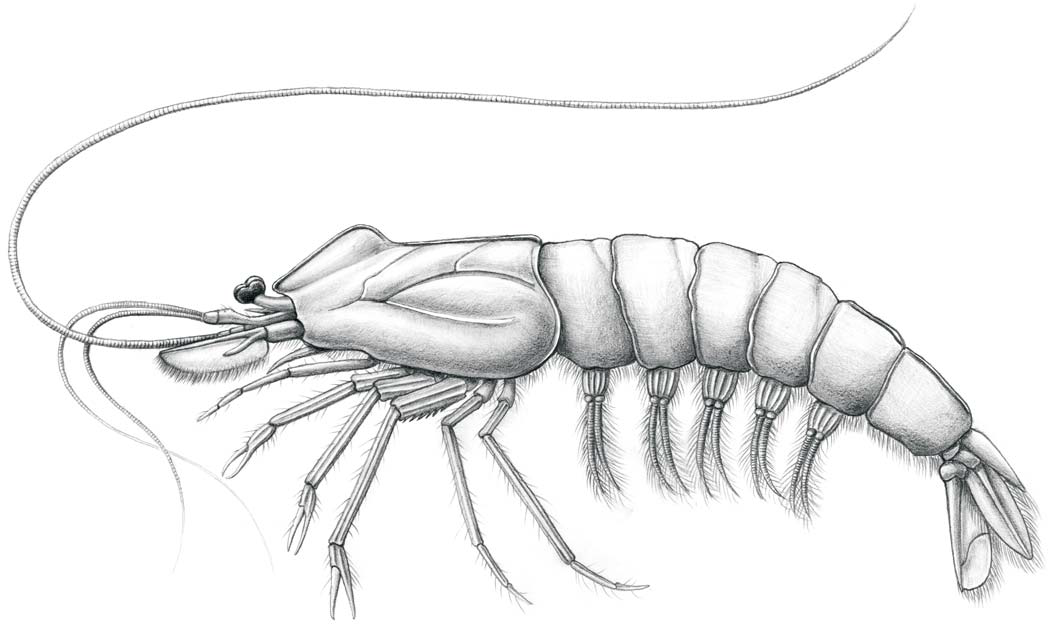
Palaeobenthesicymus libanensis, une Benthesicymidae
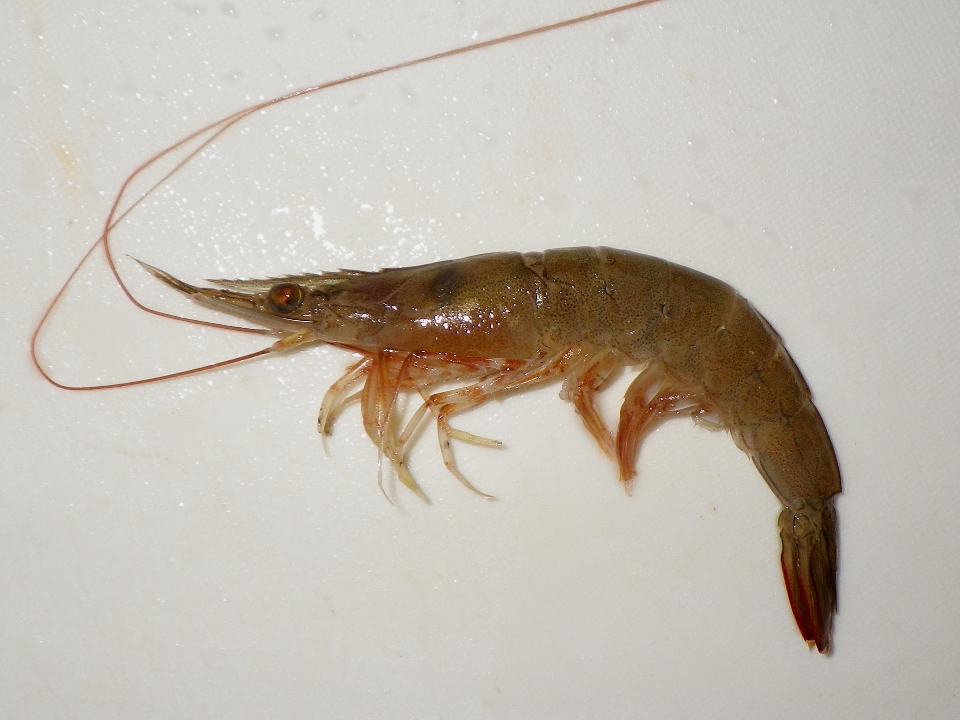
Metapenaeus ensis, une Penaeidae
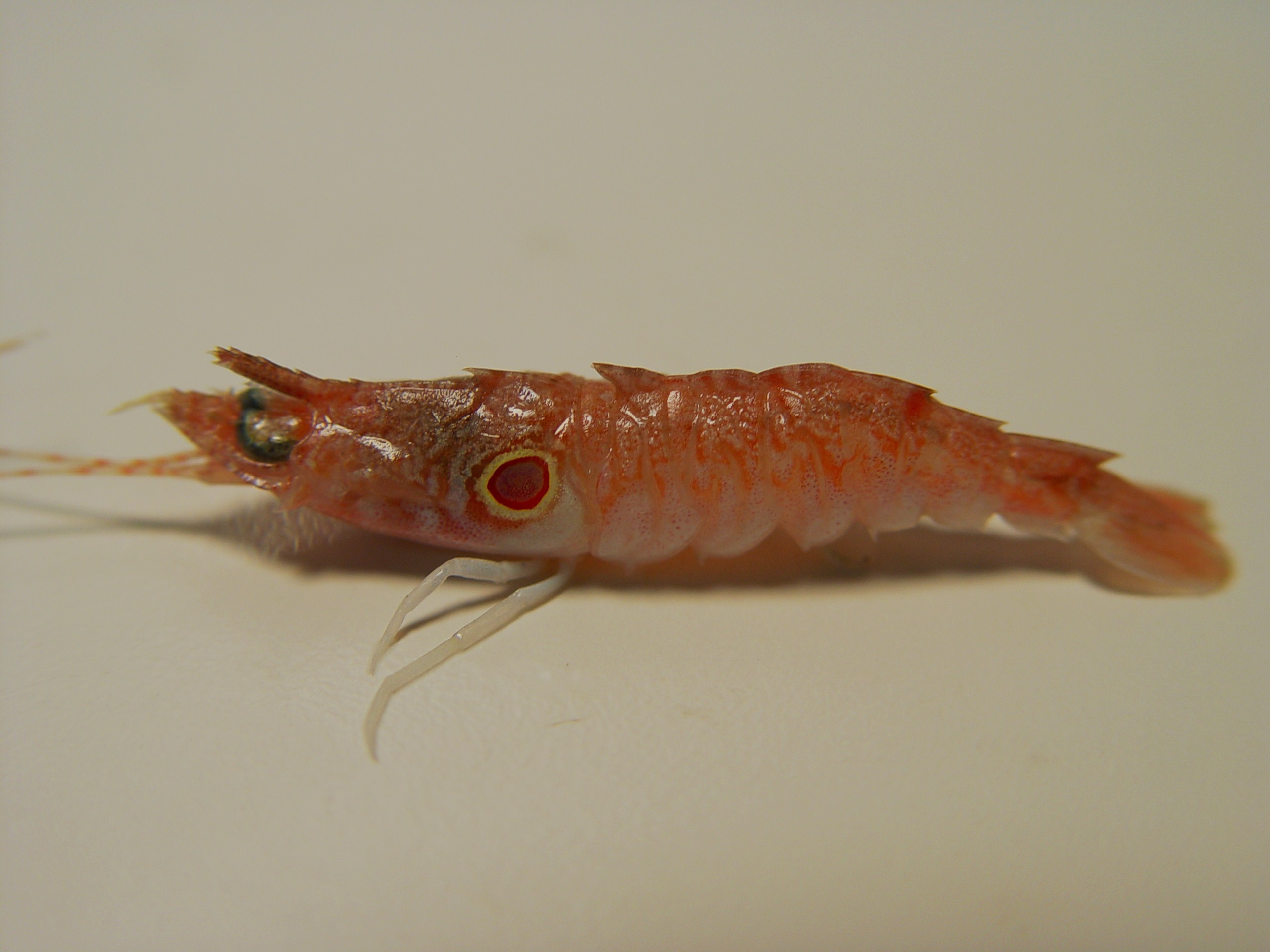
Sicyonia burkenroadi, une Sicyoniidae
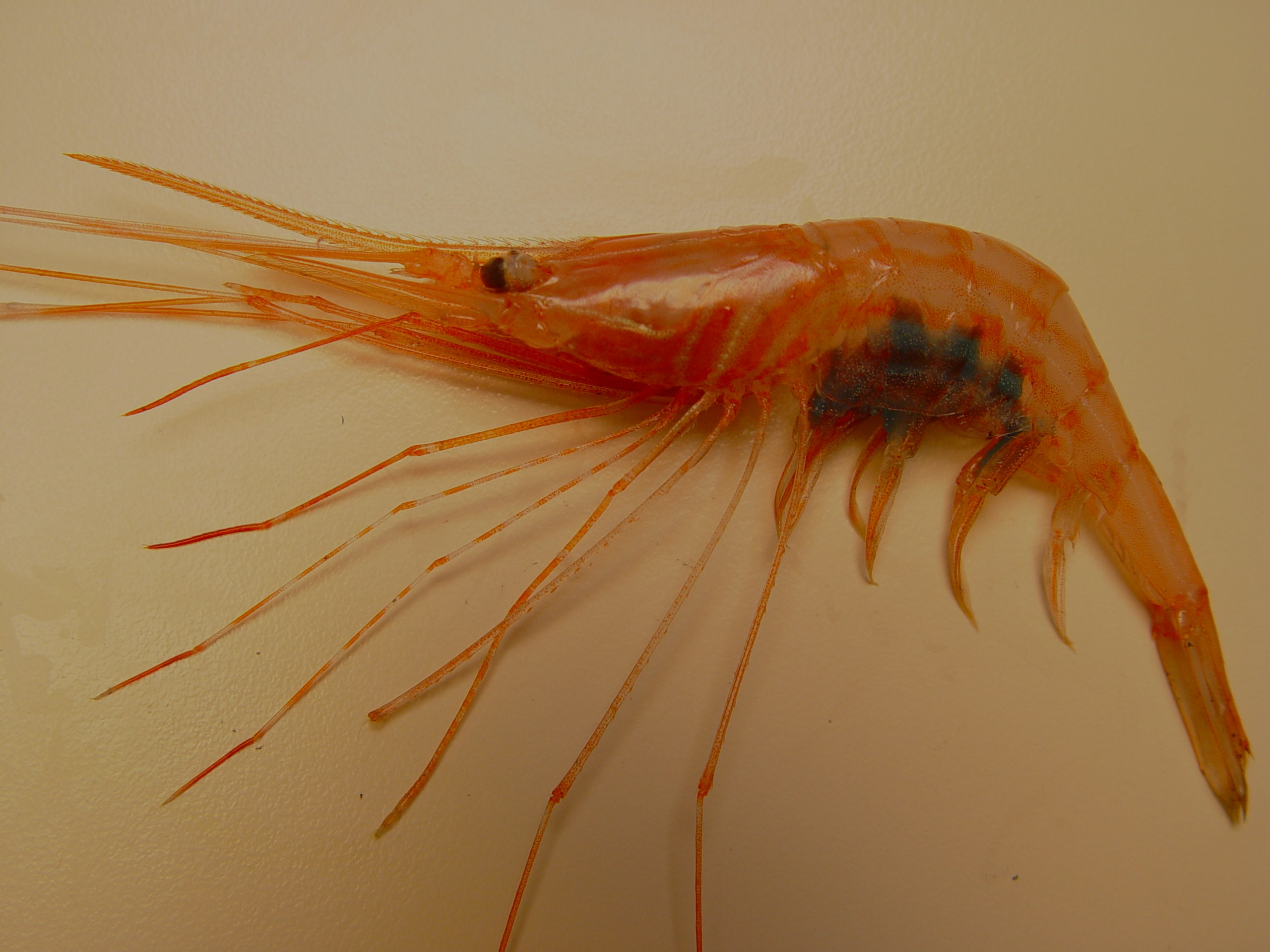
Pleoticus robustus, une Solenoceridae
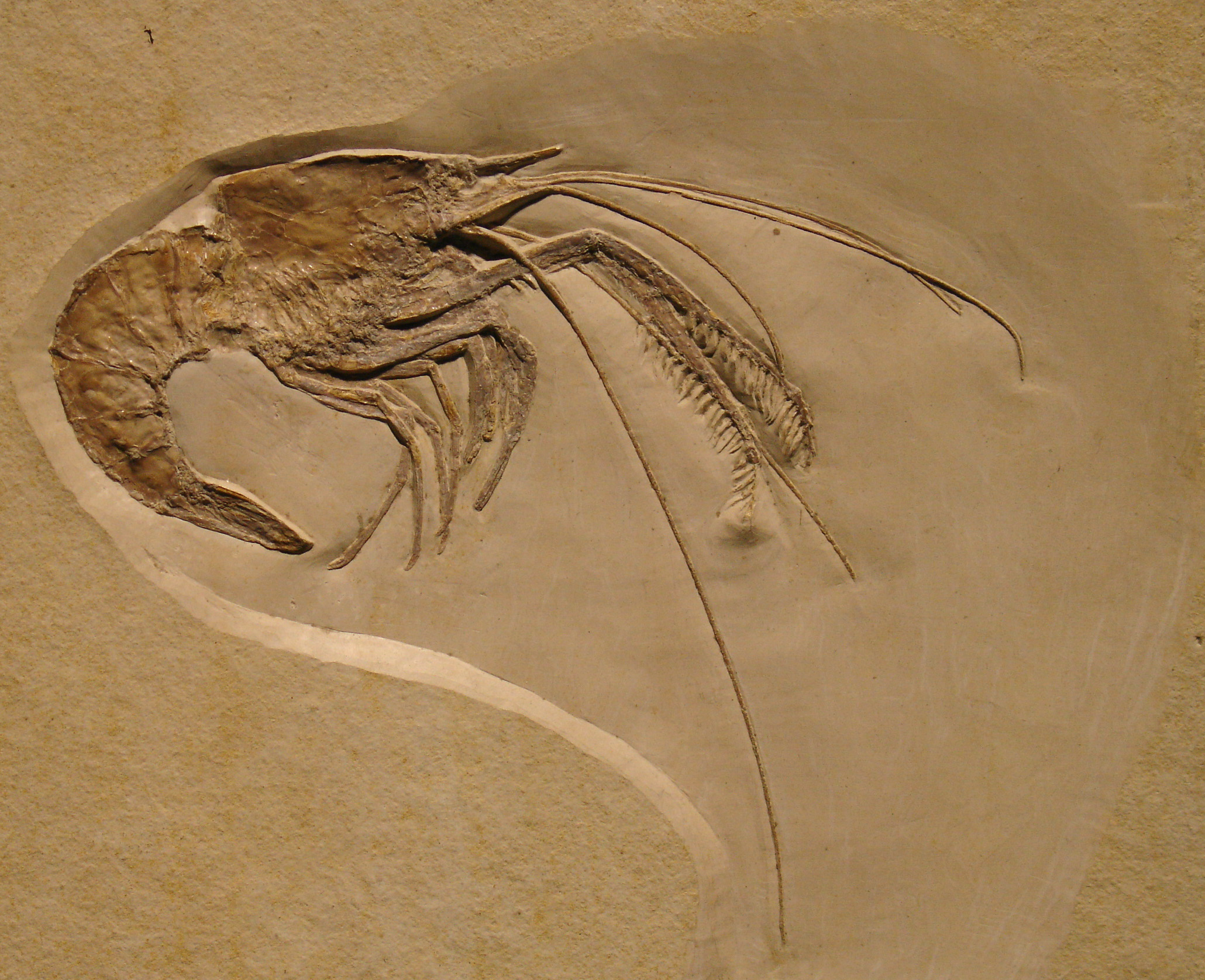
Aeger elegans, une espèce fossile.
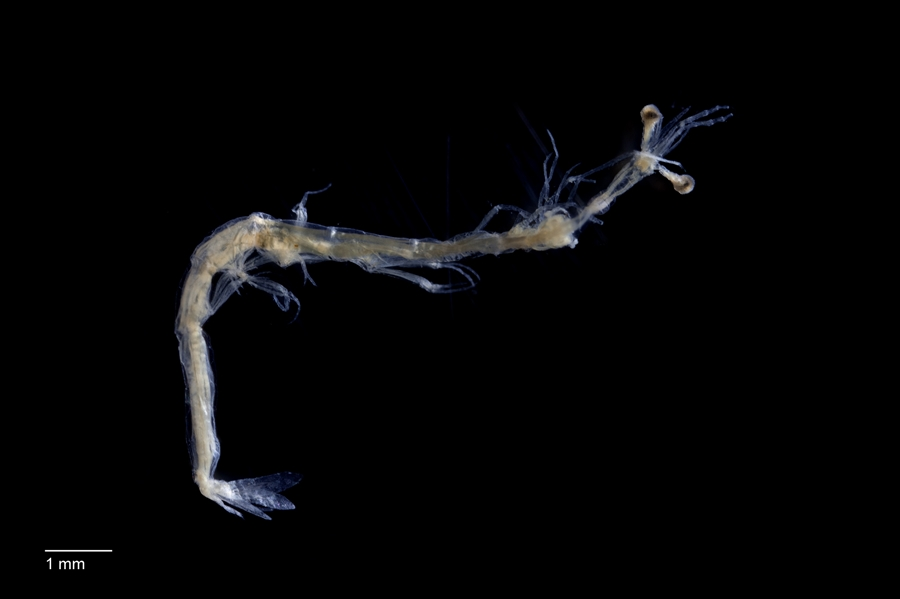
Lucifer hanseni (Luciferidae)
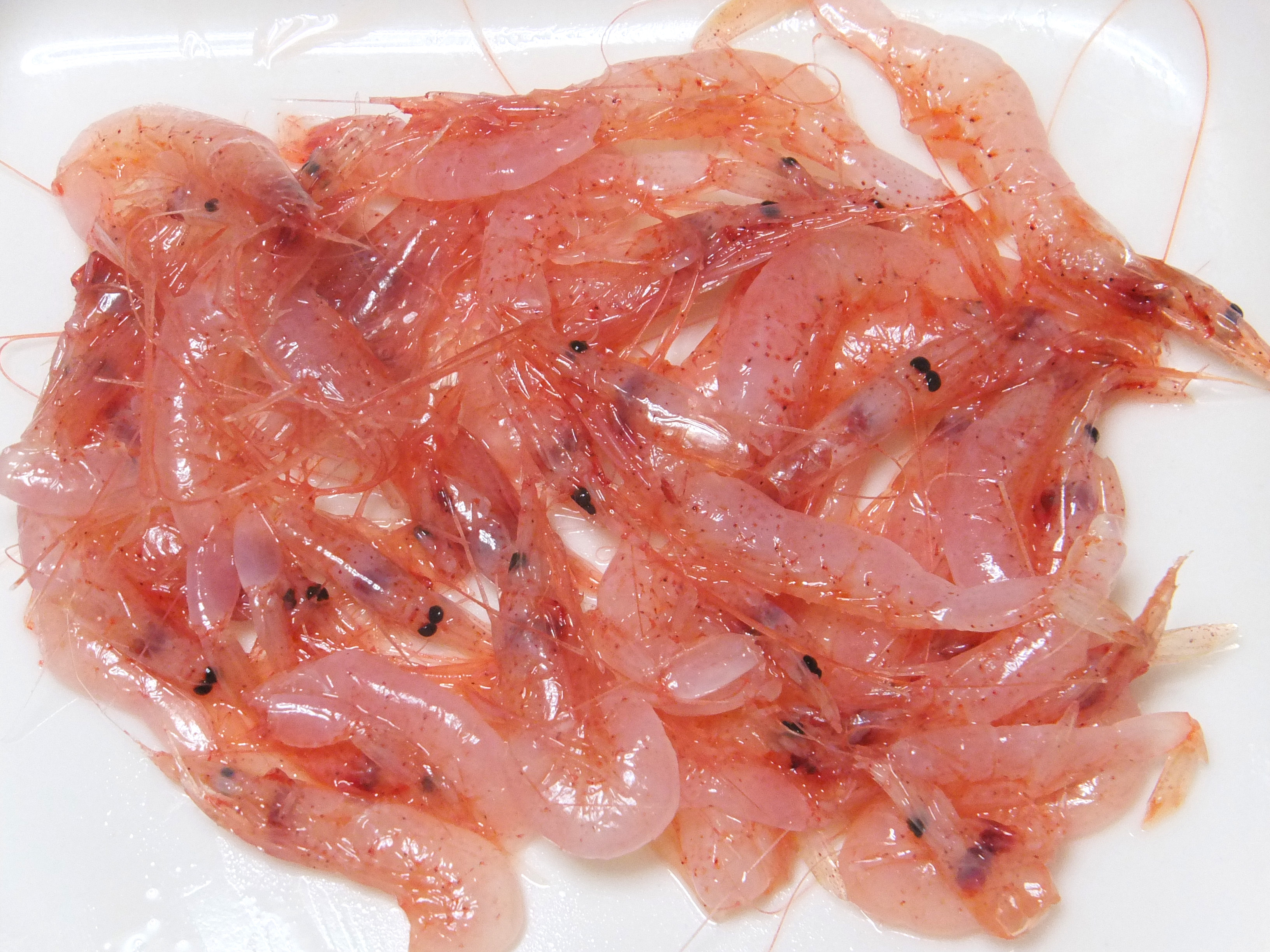
Sergia lucens (Sergestidae)